# Socialter
Socialter est un magazine bimestriel français créé en septembre 2013 par Olivier Cohen de Timary qui traite principalement des thématiques écologiques, démocratiques et de l'économie sociale. Il est diffusé à 45 000 exemplaires.

## Historique
À l’origine, Socialter est un blogue, né d’un voyage effectué en 2010 par Olivier Cohen de Timary et Alban Leveau-Vallier, qui entendait donner la parole à des « acteurs du changement » qui contribuent à créer une « économie plus juste et durable ».
En 2013, à la suite d'un financement participatif, Socialter devient un magazine bimestriel et adopte pour slogan « Le magazine de l’économie nouvelle génération ».
En novembre 2017, Philippe Vion-Dury, ancien journaliste à Rue89, est nommé rédacteur en chef.
En avril 2018, à l’occasion d’une nouvelle formule, le slogan devient « Le magazine des transitions ». Le magazine multiplie les parutions spéciales (8 entre début 2018 et fin 2020) en se consacrant chaque fois à une thématique (les low-tech, la collapsologie, la démarche zéro déchet, les imaginaires…).
En 2019, Olivier Cohen de Timary cofonde un autre magazine indépendant, Tempura.
Le 15 juin 2021, le magazine se dote d'une nouvelle formule avec une maquette entièrement renouvelée.
En 2023, 4 des 6 salariés quittent Socialter, dont la directrice artistique, Marine Benz, le rédacteur en chef, Philippe Vion-Dury, et son adjoint, Clément Quintard.

## Ligne éditoriale
Selon sa charte éditoriale, Socialter entend « repolitiser le débat avec une question en tête : comment faire évoluer la société vers plus de justice, plus de démocratie, dans le respect des équilibres écologiques ».
Dans ses dossiers, Socialter s’est particulièrement intéressé aux courants de l’écologie, la technocritique, les inégalités sociales dans les politiques de transition écologique, aux imaginaires politiques, aux low tech, à l’engagement et aux radicalités, au militantisme, aux modèles agricoles et à la gestion des espaces naturels, à la transformation des institutions démocratiques ou encore à l’artisanat.
Pour ses derniers hors-séries, Socialter a invité des personnalités intellectuelles ou artistiques à prendre la rédaction en chef sur des thématiques spécifiques : Alain Damasio pour « Le réveil des imaginaires », Baptiste Morizot pour « Renouer avec le vivant », Geneviève Azam pour « Libérer le temps » et Camille Etienne pour « L'écologie ou la mort ».

## Modèle économique
Socialter est un média indépendant dont la majeure partie du chiffre d’affaires provient des ventes et abonnements, le reste provenant de la publicité, de sponsoring et de missions de communication et d’accompagnement éditorial. Du fait de l'appui de sa communauté et de préventes en ligne, le magazine est assez peu dépendant de la publicité.
En novembre 2018, à l’occasion d’une parution hors-série sur la collapsologie, Socialter commence à financer ses hors-série en préventes sur les plateformes de financement participatif[réf. souhaitée], avant de les distribuer en kiosques et librairies. À la suite du succès de cette campagne, ce modèle de préfinancement sera reconduit pour les parutions hors-série suivantes et constitue une part importante du modèle économique du journal.

## Contributeurs
- Geneviève Azam
- François Bégaudeau
- Philippe Bihouix
- Alain Damasio
- Corinne Morel Darleux
- Camille Etienne
- Baptiste Morizot
- Thierry Paquot
- Salomé Saqué